# Konstanty Andrzej Kulka
Konstanty Andrzej Kulka (ur. 5 marca 1947 w Gdańsku) – polski skrzypek wirtuoz, solista, kameralista, pedagog. Jako siedemnastolatek otrzymał wyróżnienie na Międzynarodowym Konkursie Skrzypcowym im. Niccolò Paganiniego w Genui. Zdobywca I nagrody na Międzynarodowym Konkursie Radiowym ARD w Monachium w 1966. Jest profesorem Uniwersytetu Muzycznego Fryderyka Chopina w Warszawie.

## Życiorys
Urodził się w Gdańsku, a nie w Wolbromiu jak błędnie podają niektóre źródła (aczkolwiek jego rodzina wywodziła się z Wolbromia). Jego ojciec Konstanty Kulka był śpiewakiem - tenorem w chórze Opery Bałtyckiej, a matka pianistką-korepetytorką solistów w tymże teatrze.

Trudno powiedzieć czy od dziecka marzyłem o wielkiej karierze skrzypka. Rodzice byli muzykami w związku z tym wypadało, żebym i ja zaczął się uczyć. Nastąpiło to stosunkowo późno, bo początki nauki w szkole muzycznej przypadły na moment mojego uczęszczania do III klasy szkoły podstawowej. Miałem 8 i pół roku jak zacząłem grać, ale uznano mnie za utalentowanego, więc tak już zostało

Naukę gry na skrzypcach rozpoczął w wieku ośmiu lat u Ludwika Gbiorczyka, będąc uczniem III klasy Szkoły Podstawowej nr 14 w Gdańsku, na Siedlcach. Po raz pierwszy wystąpił publicznie, w wieku 12 lat – 15 listopada 1959 w sali średniej szkoły muzycznej w Gdańsku-Wrzeszczu, z koncertem – recitalem, podczas którego wykonał utwory Mozarta, Młynarskiego, Corellego. Dochód z tego recitalu został przeznaczony na budowę 1000 szkół na tysiąclecie Państwa Polskiego.

Uznany za utalentowanego ucznia pierwszy raz w życiu w szkolnych, konkursowych szrankach wystąpiłem podczas Ogólnopolskich Przesłuchań Szkół Muzycznych we Wrocławiu w roku 1958 i swój występ zakończyłem miejscem w czwartej dziesiątce. Dwa lata później na podobnej imprezie w Bydgoszczy byłem siedemnasty. W 1962 podczas III Ogólnopolskich Przesłuchań uczniów sekcji skrzypiec Szkół Muzycznych II stopnia w Krakowie grałem m.in. J.Haydna Koncert C-dur cz.I, Sonatę g-moll Bacha i zająłem miejsce trzecie. Czyli było coraz lepiej choć nie byłem tak zwanym cudownym dzieckiem.

Jako uczestnik szkolnych przesłuchań został zauważony przez Tadeusza Wrońskiego, który był pod wrażeniem gry młodego muzyka:

tak zagranego „Moto perpetuo” Paganiniego nie usłyszymy przez następne pięćdziesiąt lat

Naukę kontynuował w Państwowym Liceum Muzycznym u jednego z najwybitniejszych polskich pedagogów wiolinistyki Stefana Hermana, a następnie studiował w jego klasie w Państwowej Wyższej Szkole Muzycznej w Gdańsku. Już jako 17-letni student wystąpił po raz pierwszy z orkiestrą symfoniczną i uzyskał dyplom z wyróżnieniem specjalnym na Międzynarodowym Konkursie Skrzypcowym im. Niccolò Paganiniego w Genui.
Przełomowym momentem jego kariery było zwycięstwo w 1966, w Międzynarodowym Konkursie Radia Niemieckiego ARD w Monachium. Koncertował na obu półkulach (wszystkie kraje Europy, USA, Ameryka Południowa, Japonia, Australia). Od 1968 występował w duecie z Jerzym Marchwińskim oraz uprawiał też kameralistykę wraz ze Stefanem Kamasą, Romanem Jabłońskim i Jerzym Marchwińskim jako członek Kwartetu Polskiego Radia i Telewizji. 26 marca 1971 uzyskał dyplom ukończenia studiów wyższych z wynikiem bardzo dobrym z najwyższym wyróżnieniem.
Od 1994 jest profesorem i Kierownikiem Katedry Instrumentów Smyczkowych na Uniwersytecie Muzycznym Fryderyka Chopina w Warszawie oraz wykładowcą kursów mistrzowskich. Profesor wizytujący gdańskiej Akademii Muzycznej.
Zasiada w jury w wielu prestiżowych konkursach skrzypcowych m.in. w 2006 w Międzynarodowym Konkursie Skrzypcowym im. Josepha Joachima oraz wielokrotnie jako przewodniczący i członek Międzynarodowego Konkursu Młodych Skrzypków im. Karola Lipińskiego i Henryka Wieniawskiego w Lublinie oraz Międzynarodowego Konkursu Skrzypcowego im. Henryka Wieniawskiego w Poznaniu.
W 2010 ukazała się książka wydana pod patronatem Prezydenta Gdańska Pawła Adamowicza, z cyklu wywiadów ze znanymi gdańszczanami, Barbary Kanold Spłacam dług. Jest to swoisty zapis rozmowy, jaką publicystka Gazety Wyborczej Trójmiasto przeprowadziła ze światowej sławy skrzypkiem Konstantym Andrzejem Kulką.
Mąż skrzypaczki Julity Czerkies-Kulki. Ojciec dwóch córek: Gabrieli i Anny.

## Dorobek
Wykonał ponad 2000 recitali i koncertów z towarzyszeniem orkiestry na całym świecie. Grał ze słynnymi orkiestrami, występował na festiwalach w Lucernie, Bordeaux, Berlinie, Brighton, Pradze, Barcelonie i in. Dokonał wielu nagrań płytowych, radiowych i telewizyjnych. Uprawiał również kameralistykę, bierze udział w wykonaniu i nagraniach polskiej muzyki współczesnej. Bierze udział w licznych tournée zagranicznych z polskimi orkiestrami. Jest głównie związany z Filharmonią Narodową. Współpracował m.in. z Berliner Philharmoniker, Chicago Symphony, London Symphony, English Chamber.
W swoim repertuarze ma utwory od epoki baroku po romantyzm od Antonia Vivaldiego po Witolda Lutosławskiego, Krzysztofa Pendereckiego (I Koncert skrzypcowy), Henryka Hubertusa Jabłońskiego.
Wystąpił także gościnnie w albumie Hat, Rabbit swojej córki Gabrieli.
W 2014 obchodził jubileusz 50-lecia pracy twórczej.

## Nagrania

### Płyty LP
- 1969 – Bach* / Konstanty Andrzej Kulka – Sonatas For Solo Violin
- Quartet in A major op. 26 (Kulka Konstanty Andrzej – skrzypce; Kamasa Stefan – altówka ; Jabłoński Roman – wiolonczela ; Marchwiński Jerzy – fortepian), Muza Polskie Nagrania[17]
- Symphonie espagnole Op. 21. Introduction et rondo capriccioso Op. 28 (Kulka Konstanty Andrzej – skrzypce; Wielka Orkiestra Symfoniczna Polskiego Radia pod dyr. Kazimierza Korda), Muza Polskie Nagrania[18]

### Płyty CD
- Bach Koncerty skrzypcowe, BWV, Vivaldi Koncert na dwoje skrzypiec RV 522, CD Accord
- 1988 – Karłowicz Koncert skrzypcowy A-dur op. 8, Olympia
- 1989 – Penderecki Koncert skrzypcowy, Polskie Nagrania
- 1989 – Wieniawski Violin Works, Olympia
- 1989 – Lutosławski Partita na skrzypce i fortepian, Polskie Nagrania
- 1990 – Emil Młynarski II Koncert skrzypcowy D-dur op. 16 / Symfonia Polonia, Polskie Nagrania
- 1996 – Szymanowski Violin Concertos 1&2 – Naxos
- 1999 – Karłowicz Koncert skrzypcowy A-dur op. 8, Polskie Nagrania
- 1999 – Antonio Vivaldi: Cztery pory roku (Konstanty Andrzej Kulka, Kwartet Prima Vista, Jurek Dybał, Władysław Kłosiewicz), DUX[19] – platynowa płyta[20]
- 2001 – Konstanty Andrzej Kulka: Karłowicz-Koncert Skrzypcowy, DUX
- 2001 – Perkowski II Koncert skrzypcowy, Polskie Radio
- 2001 – Karłowicz Koncert skrzypcowy A-dur, CD Accord
- 2001 – Dobrzyński Sekstet, Elsner Septet, Acte Prealable
- 2002 – Szymanowski Koncert skrzypcowy nr 1 op. 35, Koncert skrzypcowy nr 2 op. 61, EMI Classics
- 2002 – Konstanty Andrzej Kulka/Waldemar Malicki: Paderewski: Skrzypce/Fortepian, DUX
- 2003 – Konstanty Andrzej Kulka – Polskie Radio – złota płyta[21]
- 2005 – Bacewicz Grażyna, Zarębski Juliusz: Piano Quintets, DUX
- 2006 – Cappella Gedanensis & K.A. Kulka, Classical
- 2006 – Cztery pory roku (Orkiestra Filharmonii Narodowej, Solista: Kulka Konstanty Andrzej), Warner Music Poland, data nagrania 1970
- 2006 – Chopin Fryderyk: Muzyka Kameralna (Kulka Konstanty Andrzej, Hirasawa Maki, Wróbel Andrzej), DUX
- 2006 – Agnieszka Duczmal & Amadeus Chamber Orchestra Vol. 2 – Transman, Meyer, Panufnik, Kilar (Orkiestra Kameralna Polskiego Radia Amadeus, Solista: Karolina Jaroszewska, Bożena Trendewicz, Kulka Konstanty Andrzej), DUX, data nagrania 1976
- 2007 – Chopin: The Pearls of Polish Music – Masterpieces of Polish Chamber Music (Konstanty Andrzej Kulka, Krzysztof Jabłoński, Tomasz Strahl), Independent Digital
- 2008 – Apolinary Szeluto, DUX
- 2011 – Vivaldi – Bach Stile Concerto (Cappella Gedanensis, Kulka Konstanty Andrzej), Soliton
- 2012 – Brahms Lutosławski (Jabłoński Roman, Kulka Konstanty Andrzej, Szabolcs Esztényi), Warner Music Poland, data nagrania 1976
- 2012 – Słynne dzieła muzyki klasycznej (Nieman Barbara, Szostek-Radkowa Krystyna, Ochman Wiesław, Mróz Leonard, Solista: Kulka Konstanty Andrzej), Warner Music Poland, data nagrania 1970
- 2012 – Czajkowski: Violin Concerto in D Major (Orkiestra Filharmonii Śląskiej, Solista: Kulka Konstanty Andrzej), DUX
- 2013 – Karol Józef Lipiński, DUX
- 2013 – Krauze: Instrumental Concertos (Krauze Zygmunt, Kulka Konstanty Andrzej, Chojnacka Elżbieta, Music Workshop), DUX
- 2014 – Chopin: Utwory kameralne (Przemyk-Bryła Agnieszka, Strahl Tomasz, Kulka Konstanty Andrzej), DUX

### Muzyka filmowa
- 1968 – Franciszek Fuchs: Gra Konstanty Kulka, Film dokumentalno-muzyczny, przedstawiający grę na skrzypcach w wykonaniu wybitnego artysty
- 1975 – Dzieje grzechu, Koncert skrzypcowy e-moll op. 64 (wykonanie muzyki)[22]
- 1976 – Podejrzany (1), Układy (3), Dom (6) w Znaki szczególne, Cztery pory roku (wykonanie muzyki)[23]
- 1977 – Martwa Natura, Film dokumentalny (wykonanie muzyki)[24]
- 1979 – Aleksandra Padlewska: Konstanty Andrzej Kulka, Film dokumentalny[25]
- 1989 – Sztuka kochania, Cztery pory roku (Zima) (wykonanie muzyki)[26]
- 1993 – Uprowadzenie Agaty, Cztery pory roku. Wiosna (wykonanie muzyki)[27]
- 2007 – Katyń, film fabularny (wykonanie muzyki)[28]

## Ordery i odznaczenia
- Krzyż Komandorski Orderu Odrodzenia Polski (17 października 2001)[29][30]
- Złoty Krzyż Zasługi (1974)[31]
- Order Ecce Homo (2014)[32]
- Złoty Medal „Zasłużony Kulturze Gloria Artis” (4 lutego 2010)[33]
- Odznaka tytułu honorowego „Zasłużony dla Kultury Narodowej” (1986)[34]
- Medal św. Wojciecha (2011)[35]
- Odznaka honorowa „Zasłużonym Ziemi Gdańskiej” (1970)[36]

## Nagrody i wyróżnienia
- 1964 – wyróżnienie na Międzynarodowym Konkursie im. Nicolo Paganiniego w Genui
- 1966 – I nagroda na Międzynarodowym Konkursie Radiowym w Monachium
- 1969 – Nagroda Ministra Kultury i Sztuki III stopnia[37]
- 1973 – Nagroda Ministra Kultury i Sztuki II stopnia za osiągnięcia wirtuozowskie w grze skrzypcowej[38]
- 1975 – Nagroda przewodniczącego Komitetu do spraw Radia i Telewizji za twórczość radiową i telewizyjną[39]
- 1976 – Nagroda Ministra Spraw Zagranicznych za wybitne zasługi w propagowaniu kultury polskiej za granicą[40]
- 1981 – „Grand Prix du Disque” - nagroda za nagranie płytowe dwóch koncertów skrzypcowych Karola Szymanowskiego dla Wytwórni EMI
- 1999 – Nagroda Muzyczna „Fryderyk” w kategorii: Muzyka dawna, za album Antonio Vivaldi – Cztery pory roku (Konstanty Andrzej Kulka – skrzypce, Kwartet Prima Vista, Jerzy Dybał – kontrabas, Władysław Kłosiewicz – klawesyn), DUX[41]
- 2001 – Nagroda Muzyczna Fryderyk w kategorii: Muzyka orkiestrowa, za płytę Mieczysław Karłowicz – Koncert skrzypcowy, Odwieczne pieśni op. 10,
- 2002 – Honorowy Obywatel miasta Wolbromia[42]
- 2002 – Nagroda Muzyczna Fryderyk w kategorii: Muzyka kameralna, za album Ignacy Jan Paderewski – Utwory na skrzypce i fortepian (Konstanty Andrzej Kulka – skrzypce, Waldemar Malicki – fortepian), DUX[41]
- 2007 – Nagroda Prezydenta Miasta Gdańska w Dziedzinie Kultury za całokształt pracy artystycznej, za promocję Miasta Gdańska w kraju i za granicą[43]
- 2011 – Pomorska Nagroda Artystyczna za całokształt twórczości[44]
- 2012 – Nagroda Prezydenta Miasta Gdańska „Neptuny”[45]
- 2012 – „Radiowa Osobowość Roku 2012” Radia Gdańsk
- 2014 – Złoty Fryderyk – nagroda za całokształt osiągnięć muzycznych i wkład w rozwój polskiej muzyki[46][47][48]
- 2017 – doktor honoris causa Akademii Muzycznej w Gdańsku[9]
- 2019 – Nagroda Prezydenta Miasta Gdańska w Dziedzinie Kultury z okazji jubileuszu 60-lecia pierwszego koncertu[43]
- 2021 – Doroczna Nagroda Ministra Kultury, Dziedzictwa Narodowego i Sportu w kategorii: Muzyka[49]
- 2022 – Nagroda Prezydenta Miasta Gdańska w Dziedzinie Kultury w rocznicę 75. urodzin[43]

## Upamiętnienie
3 grudnia 2022, przy ul. Zakopiańskiej 24 na gdańskich Siedlcach, odsłonięto tablicę pamiątkową na budynku, w którym w latach 1947–1970 mieszkał prof. Konstanty Andrzej Kulka.